# Setberg (berg)
Setberg är ett berg i republiken Island. Det ligger i regionen Västlandet, 110 km nordväst om huvudstaden Reykjavík. Toppen på Setberg är 162 meter över havet.
Närmaste större samhälle är Grundarfjörður, nära Setberg. Trakten runt Setberg består i huvudsak av gräsmarker.